# Eurileone (mitologia)
Eurileone o Eurileonte (in greco antico Ευρυλεων, Euryleon) è un oscuro personaggio della mitologia greca, anche se in realtà è legato perlopiù a quella romana. Il nome viene dai termini greci ευρυς (eurys, "grande", "vasto") e λεων (leon, "leone"), e viene interpretato da alcune fonti come "leone dall'ampia portata" (ossia "che raggiunge anche chi è lontano").
È menzionato da alcuni mitografi, come Egesianasse (citato da Dionigi), che attribuiscono all'eroe troiano Enea altri tre figli oltre al noto Ascanio: Eurileone, Rhomylos (Romolo) e Rhomos (Remo, quest'ultimo eponimo della città di Roma). Si tratta di una delle numerosissime varianti sulla leggenda di Enea, al quale vengono attribuiti di volta in volta un numero variabile di figli e figlie.
Secondo Dionigi, Eurilone era invece semplicemente il nome originale di Ascanio, cambiato dopo la fuga da Troia.